# Angst (Loredana-Lied)
Angst ist ein Lied der Schweizer Rapperin Loredana in Zusammenarbeit mit dem britisch-simbabwischen Musikproduzenten Rymez aus dem Jahr 2020. Die Single wurde von der Interpretin gemeinsam mit weiteren Koautoren geschrieben und von Miksu und Rymez produziert.

## Musik und Text
Angst ist ein Hip-Hop-Song, dessen vor allem durch schnelle Snare Drums gekennzeichneter Beat zudem Anleihen des Dancehall-Genres aufweist. Unterteilt ist das Lied in gerappte Strophen und einen mit Hilfe von Autotune gesungenen Refrain. In der Mitte des Songs gibt es zudem ein gesprochenes Interlude, in welchem der Beat nur gedämpft zu hören ist und die Künstlerin ihr Wort direkt an die thematisierten Parteien richtet. Dieses trennt den zweiten und dritten Vers. Inhaltlich setzt sich Loredana in dem Stück mit ihrer medialen Rezeption auseinander. Sie wirft Zeitungen (namentlich genannt werden die Bildzeitung, die Blickzeitung und die 20 Minuten) und YouTubern vor, durch Berichte über sie ihre eigenen Verkaufs- und Klickzahlen anzukurbeln und dabei Ereignisse aus ihrem Leben aufzugreifen und zum Skandal aufzubauschen. Sie adressiert zudem Vorwürfe, sie würde ihre Tochter Hana, die sie wiederholt in ihren Texten erwähnt, als „Waffe“ verwenden, und stellt sich schützend vor deren Vater Mozzik. Aufgrund von „Erziehung und Respekt“ würde sie ihn nie „in den Dreck ziehen“.

## Musikvideo
Der unter der Regie von Dominik Braz entstandene Videoclip zu Angst zeigt Loredana vor einer Videowand, welche unter anderem eine befahrene Straße einer Großstadt, Flammen, Zeitungspapier sowie den Namen der Künstlerin zeigt, um ein Auto herum tanzen. Dazwischen gibt es Einstellungen, in denen die Musikerin das Lied in einem riesigen, durchsichtigen Glaskasten vorträgt, während um sie herum Paparazzi mit gleißendem Blitzlicht Fotos von ihr schießen. Ihre Gestik, etwa das Erheben ihrer Mittelfinger an einer Stelle, entspricht dabei jeweils dem Text. Zudem gibt es mehrere Szenen, in denen die Interpretin etwa vor einer Wand aus Lichtern oder vor einer Ziegelmauer steht, während sie von Feuer umringt ist. Ein weiterer Schauplatz in ein luxuriös ausgestattetes Nobelrestaurant, in welchem Loredana nebst anderen Gästen isst.

## Rezeption

### Kritik
Nach der Veröffentlichung von Angst erhielten die letzten vier Zeilen in der dritten Strophe, in denen Loredana sich zu ihrer Beziehung mit Mozzik äußert, insbesondere in Musikmagazinen, allerdings auch darüber hinaus, ein breites Echo. Zuvor wurde über die beiden überwiegend im Sinne eines Rosenkrieges berichtet. Der Text des Werkes wurde auch in Kombination mit dem Musikvideo als ein klares Statement zum Umgang der Medien mit dem Star angesehen, sie wirke im Clip „wie ausgestellt.“ Die Kritiken zum Lied fielen tendenziell positiv aus. Es würde die Titel ihres Debütalbums King Lori deutlich in den Schatten stellen und bestätige zudem das Klischee, dass sich Rapper erst dann Mühe geben, wenn für sie etwas auf dem Spiel stünde. Die Rapperin wirke stinkig, angefressen und bis zum Anschlag energiegeladen. Zudem wurde der für ihre Attitüde passende Dancehall-Beat hervorgehoben.

### Chartplatzierungen
| ChartsChartplatzierungen | Höchstplatzierung | Wochen |
| ------------------------ | ----------------- | ------ |
| Deutschland (GfK)        | 1 (7 Wo.)         | 7      |
| Österreich (Ö3)          | 1 (6 Wo.)         | 6      |
| Schweiz (IFPI)           | 3 (4 Wo.)         | 4      |

### Auszeichnungen für Musikverkäufe
| Land/Region       | Auszeichnungen für Musikverkäufe (Land/Region, Auszeichnung, Verkäufe) | Verkäufe |
| ----------------- | ---------------------------------------------------------------------- | -------- |
| Österreich (IFPI) | Gold                                                                   | 15.000   |
| Schweiz (IFPI)    | Gold                                                                   | 10.000   |
| Insgesamt         | 2× Gold ·                                                              | 25.000   |